# جريمة شغف (مسلسل)
جريمة شغف هو مسلسل سوري عرض لأول مرة في رمضان 2016 من بطولة نخبة من النجوم السورية.

## بطولة
| - قصي خولي:أوس - أمل عرفة:هيفاء - نجلاء بدر:شيرين - نادين الراسي:جومانا - جميلة عوض:شمس - نظلي الرواس - تقلا شمعون - منى واصف:أم أوس | - فراس سعيد - مازن معضم - ندى عادل - جيسي عبدو:رانيا - طارق أنيش - نيكولا مزهر - مروة جمال - جو طراد | - كارلا بطرس - شربل زيادة - أسامة أسعد - نهلا داوود - مجدي مشموشي - كمال عطية - هادي شتت |